# Отжимания
Отжима́ния — базовое физическое упражнение, выполняемое в планке и представляющее собой опускание-поднятие тела с помощью рук от пола (скамьи, стены). Возможно, с дополнительным отягощением. При выполнении упражнения задействован трицепс, большая грудная, дельтовидная, локтевая мышцы и плечевой пояс в целом.

## Этимология
Американо-английский термин push-up был впервые использован между 1915 и 1920 годами, а британско-английский термин press-up — между 1945 и 1950.

## Плюсы
- Как часть ОФП
- Укрепляет лучезапястные суставы

## Минусы
- При травме суставов, позвоночника

## Техники выполнения
Для выполнения упражнения необходимо принять положение упора лёжа на полу. После этого согнуть руки в локтях, опустив при этом тело до параллели с полом, после чего, напрягая тело, медленно разогнуть руки, вернувшись в исходное положение. Всё это считается одним отжиманием. Изменение положения тела при отжиманиях помогает сконцентрировать нагрузку на определённых мышцах. В новом тесте американской армии ACFT (вводится с 2020 года) более чётко отслеживаемый другими людьми вариант отжимания (hand-release push-ups) — нужно опуститься на пол полностью и поднять ладони от пола, затем прижать ладони к полу и продолжить отжимания подъёмом вверх. Скорее всего такой вариант был предложен, так как невозможно при большом количестве отжимающихся чётко отследить тренеру или проверяющему боевую пригодность, а именно: сколько сантиметров у каждого остаётся до поверхности при согнутых руках.

### Локализация нагрузки при изменении положений тела
- На верхней части большой грудной мышцы — ноги поставлены на возвышение.
- На нижней части большой грудной мышцы — руки поставлены на возвышение.

### Локализация нагрузки при изменении расстояния между ладонями
- На наружной части большой грудной мышцы — при широко расставленных ладонях.
- На внутренней части большой грудной мышцы — при узко расставленных ладонях.

### Варианты расположения рук
- 1-й способ — руки поставлены так, что при сгибании их в локтях части рук от плеча до локтя перпендикулярны туловищу.
- 2-й способ — руки поставлены так, что при сгибании их в локтях части рук от плеча до локтя параллельны туловищу. Такой элемент имеет жаргонное название «отжимание кузнечиком». При таком отжимании максимально задействована длинная головка трицепса.

Варианты упора рук:
- Ладонь — наиболее распространённый вариант.
- Кулак — помимо основной функции способствует закалке ударной поверхности кулака; часто применяется в боевых искусствах.
- Пальцы — помимо основной функции способствует укреплению пальцев.
- Запястья.
- Тыльная сторона ладони — укрепляет запястья; используется в боевых искусствах для ударов тыльной стороной ладони.
- Ребро ладони — укрепляет запястья.
- Хватом за рукоять ножа — укрепляет всю кисть руки; при этом лезвие ножа обязательно находится в ножнах. Используется при обучении бою на ножах. Разновидностями являются прямой (клинок расположен со стороны большого пальца) и обратный (клинок расположен со стороны мизинца) хваты.
- «Лапа леопарда» — на четырёх медиальных (средних) фалангах пальцев, дистальные (дальние) фаланги плотно подогнаны. Облегчённый вариант — с дополнительной опорой на большой палец. Особенно укрепляет опоясывающие связки кисти.
- На одной руке (другая рука отведена назад за спину, ноги вместе и не расставлены широко) — «развесовка» массы тела между руками и носками ног у многих в «пользу» рук, на руках держится более половины массы тела (часто 60—70 %). Получается, одной рукой нужно сделать жим более половины массы своего тела. При таком варианте отжиманий ноги обычно ставят пошире. Варианты отжимания на одной руке — ноги вместе или поднять одну руку и одну ногу (обычно разные) и балансировать ими при отжимании на одной руке.
- Самый тяжёлый вариант отжимания при использовании своего веса — это отжимание на одной руке стоя вертикально без опоры или с опорой (стена).

## Вариации
- Классические отжимания от пола
- Отжимание на мяче
- Отжимание от пола с ногами на скамье
- «Дэнда», также известная как «индуистское отжимание». Это самая базовая версия, похожая на ту, которую использовал Брюс Ли, который называл её «кошачьей натяжкой»
- Отжимание на брусьях

Существуют многочисленные варианты отжиманий, которые позволяют телу работать по-разному:
- Дэнда (dand)

Самая базовая форма данда начинается с положения «Собака мордой вниз» и переходит в позу кобры. Это также известно как индуистское отжимание. Это распространено в индийской системе физкультуры и индийских боевых искусствах, особенно в Пехлвани. Брюс Ли также использовал его в своем тренировочном режиме и называл его кошачьей растяжкой.
- Узкое отжимание

Сделайте обычное отжимание руками, находящимися на расстоянии нескольких дюймов друг от друга под грудью.
- Широкое отжимание

Подобно обычному отжиманию, но с более широким размахом рук. Это лучше разрабатывает грудь и плечи.
- Отжимание на брусьях

Узкие отжимания на ширине плеч, в основном, воздействуют на трицепсы. Отжимание на брусьях возможно выполнять с отягощениями.

## Рекорды
Первый рекорд количества отжиманий (без остановок) зафиксирован в Книге рекордов Гиннесса 5 октября 1965 года, американец Чарльз Линстер (Charles Linster) отжался 6006 раз. 5 февраля 1976 года Роберт Льюис Кнехт (Robert Louis Knecht) побил этот рекорд, 7026 отжиманий. 1 сентября 1977 года Генри С. Маршал (Henry C. Marshal) установил новый рекорд — 7650 безостановочных отжиманий. Следующий рекорд был установлен в октябре 1980 года японцем Минору Ёсидой (吉田実), который отжался без остановок 10 507 раз. Последний рекорд мира установил 9-летний Ибрагим Льянов из Республики Ингушетия (Россия), в один подход отжавшийся от пола 11 111 раз, который был зафиксирован представителями Книги рекордов России.
Мировой рекорд числа отжиманий (за 24 часа) принадлежит Чарльзу Сервицио (англ. Charles Servizio; род. 5 сентября 1950 года, Линн, Массачусетс), отжавшемуся 46 001 раз за 21 час 6 минут в апреле 1993 года.
Наибольшее количество отжиманий (за час) сделал индиец Биджендер Сингх (Bijender Singh) в 1988 году — 3877 раз (согласно Книге рекордов Лимка). В Книге рекордов Гиннесса зафиксирован рекорд в 2393 отжимания, сделанных швейцарцем Романом Досенбахом (Roman Dossenbach) 29 ноября 2016 года.
Канадец Даг Пруден (англ. Doug Pruden) установил 13 канадских национальных рекордов и 9 мировых рекордов в различных категориях отжиманий, например: 1382 раза (за 30 минут на одной руке) и 546 раз (за 10 минут на одной руке) (30 июля 2003 года), 1025 раз (за час на тыльной стороне ладони одной руки) 8 ноября 2008 года, 5557 раз (на кулаках) за 3 часа 2 минуты 30 секунд 9 июля 2004 года, (1000 раз на кулаках) за 18 минут 13 секунд 9 июля 2003 года.
Норвежец Ахмед Валентино Кериго по прозвищу «Железная Обезьяна» (Ahmed «Iron Monkey» Valentino Kerigo) 22 марта 2013 года установил мировой рекорд (по высоте полётных отжиманий) — из положения лёжа сделал «прыжок», зацепился руками и ногами за 136-сантиметровые башни из степ-платформ и поднял тело.
Британец Пол Линч (Paul Lynch) 21 апреля 1992 года на площади Лестер-Сквер в Лондоне сделал 124 непрерывных отжимания (на одном пальце).
Пакистанец Саид Тай Мухаммад (Syed Taj Muhammad) отжался 2175 раз (за час на кулаках) 20 марта 2016 года в Карачи. Среди женщин рекорд принадлежит австралийке Еве Кларк (Eva Clarke, работает персональным фитнес-тренером, имеет 3 детей, бывший спортивный инструктор в Военно-воздушных силах Австралии), которая сделала 1206 отжиманий 31 января 2014 года в торговом центре Al Wahda Mall (Абу-Даби).
Рахим Куриев (Вазаев), 5-летний мальчик из села Дуба-Юрт (Шалинский район, Чечня), установил ряд мировых рекордов для своей возрастной группы, отжался 3202 раза за 2 часа 30 минут; выполнил 2559 отжиманий за 2 часа; 2000 за 1 час 30 минут 47 секунд; 1419 за 1 час; 1000 за 40 минут 57 секунд; 3000 за 2 часа 22 минуты 09 секунд.

## Мероприятия и акции
28 марта 2009 года в Веллингтоне, столице Новой Зеландии, прошёл чемпионат мира по отжиманиям (англ. World Push Up Championships).
В конце 2016 — начале 2017 набрал популярность флешмоб 22 Pushup Challenge (#22KILL), цель которого — помощь ветеранам боевых действий с посттравматическим синдромом, поддержка воинов и пропаганда здорового образа жизни. Участники акции на камеру отжимаются 22 раза и передают эстафету следующим участникам.